# NGC 2059
NGC 2059 (również ESO 56-SC175) – gromada otwarta, znajdująca się w gwiazdozbiorze Góry Stołowej, w Wielkim Obłoku Magellana. Odkrył ją John Herschel 11 listopada 1836 roku.